# Сан Себастијано деј Марзи
Сан Себастијано деј Марзи (итал. San Sebastiano dei Marsi) је насеље у Италији у округу Л'Аквила, региону Абруцо.
Према процени из 2011. у насељу је живело 159 становника. Насеље се налази на надморској висини од 1087 м.